# Programul Shuttle-Mir

Stema programului Shuttle–Mir

Programul Shuttle–Mir a fost un program de colaborare spațială, între Rusia și Statele Unite, care a implicat vizitarea de către navetele spațiale americane, a stației orbitale rusești Mir. Ca parte a aranjamentului, cosmonauții ruși au zburat cu navetele americane, iar la rândul lor, astronauții americani au zburat la bordul rachetei rusești Soiuz, pentru a se implica în misiuni de lungă durată la bordul stației Mir.
Proiectul supranumit uneori și „Faza unu”, a fost dezvoltat cu intenția de a permite Statelor Unite, să învețe din experiența Rusiei privind zborurile spațiale de lungă durată și pentru a promova un spirit de cooperare între cele două națiuni și agențiile lor spațiale, respectiv NASA și Agenția Federală Spațială Rusă (Roscosmos). Proiectul a ajutat la pregătirea unei colaborări viitoare, „Faza doi” a proiectului comun, construcția Stației Spațiale Internaționale.
Programul a fost anunțat în 1993, prima misiune a avut loc în 1994 și proiectul a continuat până la completarea sa programată în 1998. Unsprezece misiuni cu navete spațiale americane, un zbor comun cu racheta Soiuz și aproape 1000 de zile cumulate în spațiu au avut loc pentru astronauții americani pe parcursul celor șapte expediții de lungă durată. În timpul celor patru ani a programului spațial, au fost doborâte multe bariere de către cele două națiuni, printre care: primul astronaut american care a zburat cu racheta Soiuz și prima ieșire extravehiculară în spațiu a unui american, folosind costumul spațial rusesc Orlan.
De-a lungul timpului programul a fost privit cu îngrijorare, mai ales in privința siguranței stației Mir după un incendiu și o coliziune, a problemelor financiare ale Agenției Spațiale Rusești, și îngrijorărilor astronauților cu privire la atitudinea administratorilor programului. Cu toate acestea, o uriașă cantitate de informații și expertiză în construcția spațiilor spațiale, cunoaștere privind munca în domeniul colaborărilor spațiale a fost obținută, permițând construcția Stației Spațiale Internaționale să decurgă mult mai ușor decât ar fi fost altfel cazul.

## Istorie

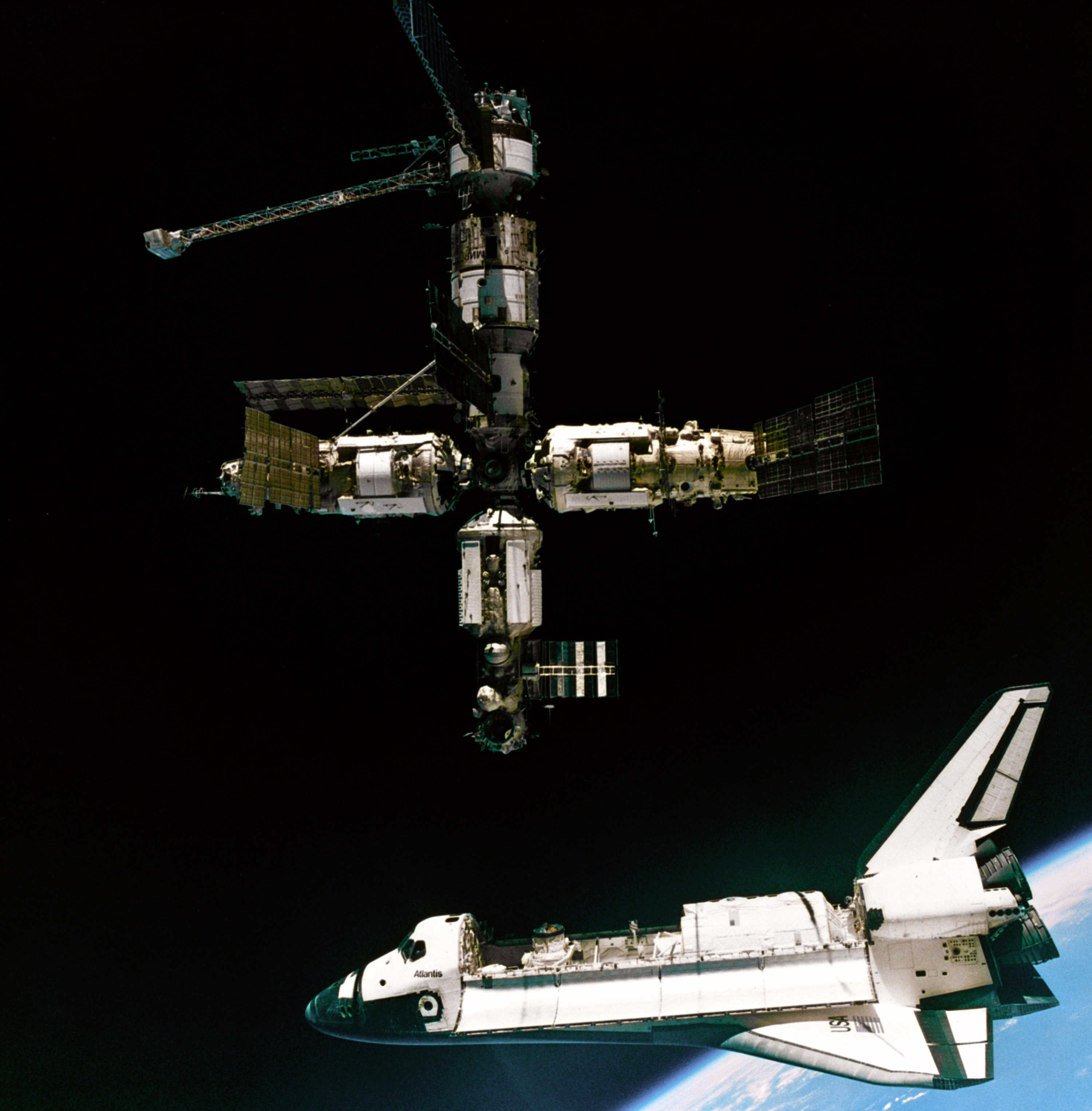
Atlantis departe de MIR

Programul de Shuttle-Mir a fost conceput ca un început de colaborare între cele două superputeri pentru a construi Stația Spațială Internațională(ISS), care  reprezentat uniunea dintre diverse proiecte de pe stația spațialǎ, care își au originea în perioada  Războiului Rece.
În timpul anilor 80, NASA a planificat pentru a lansa o stație spațială  numită Libertatea, în schimbul Salyut și sovietică Mir. În același timp, sovieticii își fǎceau planuri  pentru a construi Mir-2 pentru a înlocui Mir.
Cu toate acestea, din cauza constrângerilor bugetare, proiectul nu a progresat niciodată. Haosul post-sovietic economic ce era în Rusia, de asemenea, a condus la anularea de Mir 2, dificultăți similare de buget au fost întâmpinate de către alte națiuni care au planificat să construiască o stație spațială, împingând astfel administratorii SUA să deschidă negocierile de la începutul anilor [[1990|] 90] cu Europa, Rusia Japonia și Canada pentru a iniția o colaborare internațională pentru a proiecta o politică spațială.
În iunie 1992, U. S. Președintele George Bush și Președintele rus Boris Elțîn au convenit asupra unui program de cooperare în spațiu prin semnarea tratatului, "Acordul între Statele Unite ale Americii și Federația Rusă privind cooperarea în explorarea și utilizarea spațiului cosmic în pace ". Acest acord prevede stabilirea unui program combinat în care un astronaut american ar fi adăpostit în stația spațială Mir și doi cosmonauți ruși pe  Space Shuttle. În septembrie 1993, U. S. vicepreședinte Al Gore și premierul rus Viktor Cernomirdin anunță construirea unei stații spațiale noi, apoi numită Stația Spațială Internațională sau ISS. În plus, în curs de pregătire pentru acest proiect, Statele Unite au fost implicate în programul Mir în ani următori, sub numele Phase One(construcția ISS ar fi avut numele de cod Phase Two).
În timpul programului s-au făcut 11 zboruri, care să conducă la un modul de andocare și un nou set de panouri solare, în plus față de efectuarea a numeroase experimente la bordul stației spațiale. De asemenea, au fost lansate doua noi module ale rușilor(Mir Spektr și Priroda), care au fost utilizate de astronauții americani ca locuințe și  laboratoare pentru experimente. Aceste misiuni le-au permis NASA și RKA a învăța o mulțime despre cooperare  în spațiu cu partenerii internaționali și cum să minimizeze riscurile legate de asamblarea unei structuri de mare în orbită
În plus față de progresul științific, acest program a fost folosit ca un truc politic de către guvernul SUA pentru a obține un canal diplomatic și care să permită NASA să participe la finanțarea programului spațial rusesc. Prin urmare, guvernul rus a fost capabil să mențină Mir activ. 

### Transport
În plus față de zborurile de transfer de la Mir,Phase One includea, de asemenea, șapte expediții de gară. Cei șapte astronauți care au luat parte, Norman Thagard, Shannon Lucid, Ioan Blaha, Jerry Linenger, Michael Foale, David Wolf și Andrew Thomas au venit la Star City în Rusia pentru a instrui operațiunile Mir  șin[[Soyuz Program|] Soyuz ], acesta din urmă utilizate pentru transportul la și de la gară, precum  și clase de rusă pentru a comunica cu cosmonauți și de control al misiunii.

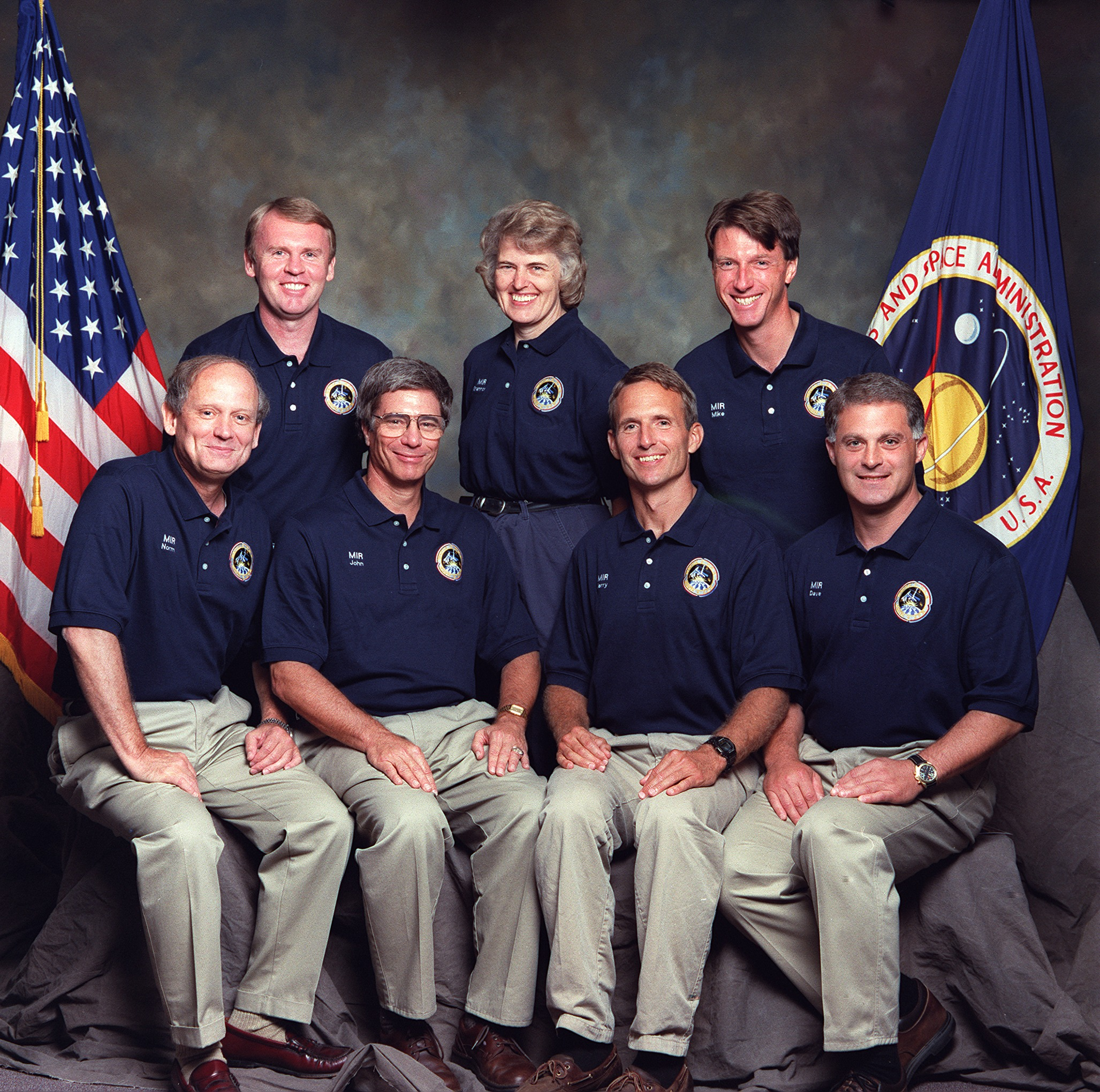
echipaj Mir

În ansamblu, americanii au petrecut aproape o mie de zile la bordul navei Mir, acumularea de experiență în zborurile lungi în ceea ce privește psihologia echipajului și organizarea de experimente pe stațiile spațiale bord.

### Mir

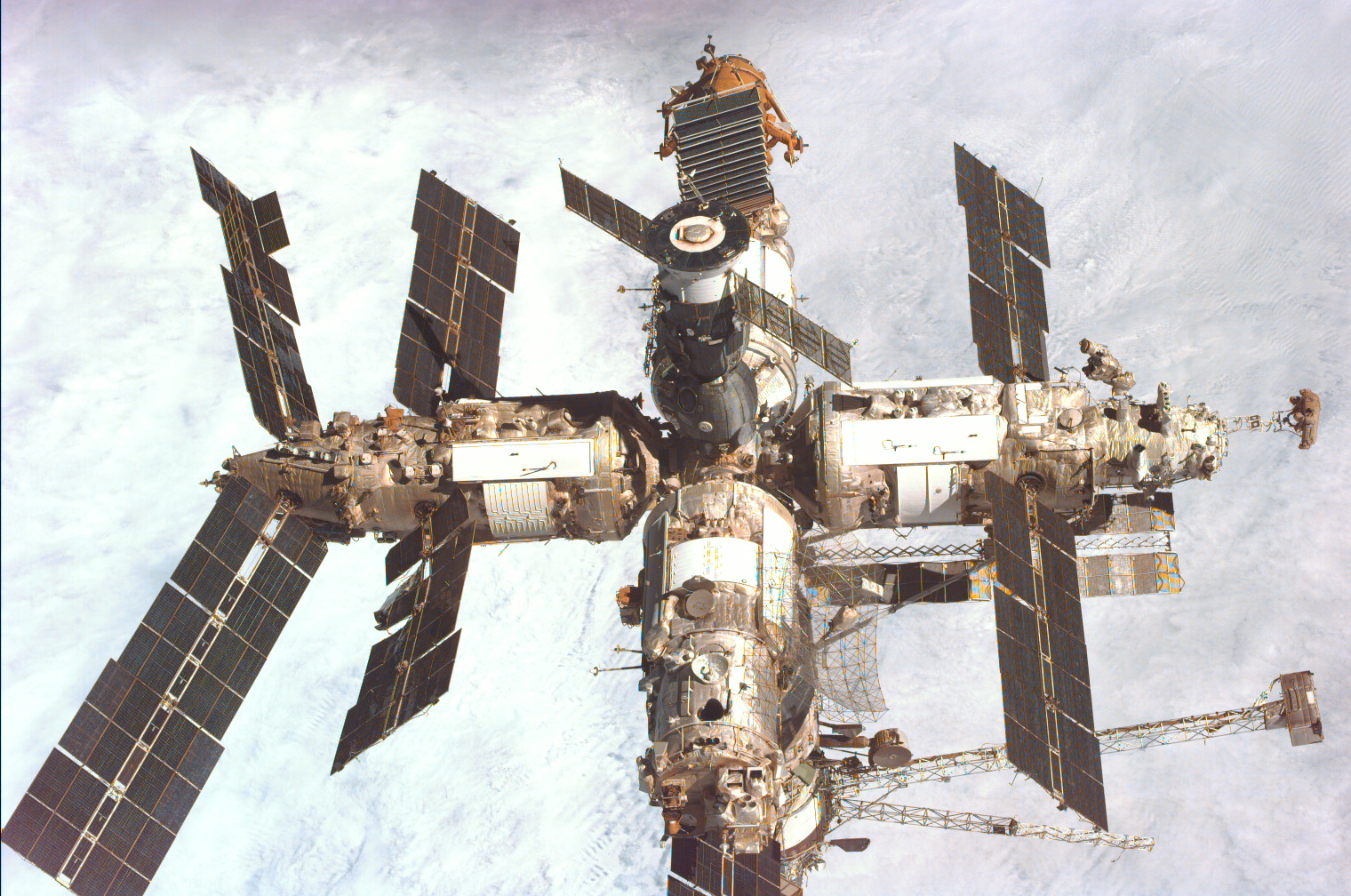
Vedere spațială

Mir era prima stație spațiala modular construit vreodată între 1986 - 1996, și prima stație de cercetare pentru o perioadă extinsă locuită de om. În prezent, acesta are în continuare recordul pentru cea mai lunga prezența umană continuă în spațiu. Scopul navei Mir a fost pentru a oferi un laborator mare și spațiu de locuit, pe plan internațional accesibile cosmonauților și astronauților din diferite țări. Stația a încheiat operațiunile în 2001, în cazul în care pe 23 martie a fost în mod deliberat deorbitată ca să fie dezintegrată în timpul reintrării în atmosferă.
Mir bazat pe seria de stații spațiale Salyut lansat anterior de Uniunea Sovietică, 1971),  a fost alimentată în principal de navete Soyuz cu echipaj de transfer și de marfă Progress.
Cu transfer andocată, a fost la acel moment cea mai mare structură în spațiu, cu o masă combinată de 250 t

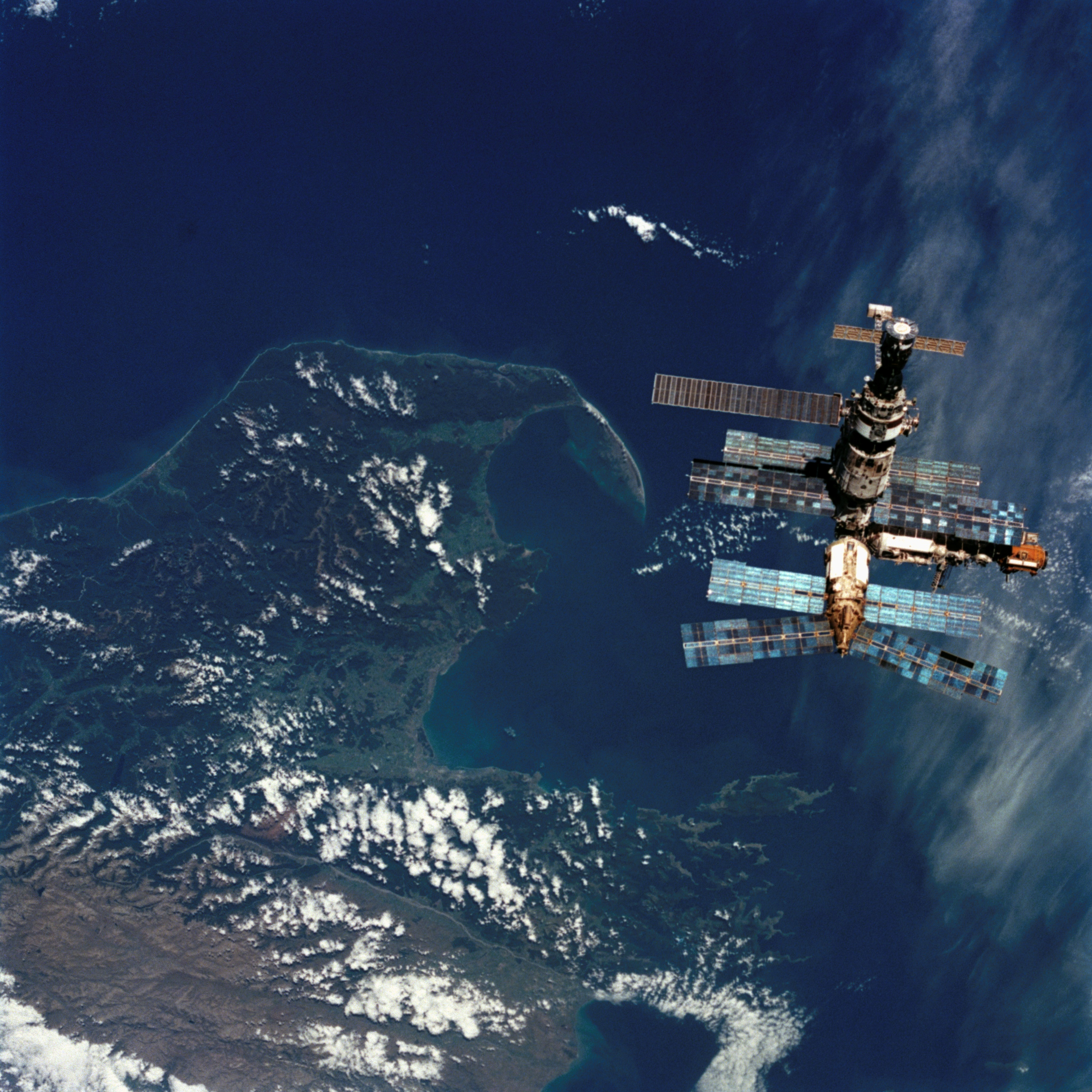
Mir fotografiată de Atlantis

### Space Shuttle
Shuttle este utilizat de către NASA, al cărui nume oficial este Space Transport System(STS) este vehiculul curent cu echipaj american. Au fost construite 5 Orbiter , din care există doar trei. Orbiter este lansat pe verticală, care transportă de obicei, cinci-șapte astronauți (deși opt oameni au fost transportați, de asemenea,  dacă este necesar, puteți urca până la un total de 11 astronauți), împreună cu o sarcină utilă de aproximativ 22,700 kg. În cazul în care sarcina este terminată, face manevra de pe orbită cu ajutorul propulsoarelor și întoarce înapoi în atmosferă. Orbiter în timpul actelor de re-intrare se comporta ca un planor și face o aterizare fără propulsie.
Shuttle este primul vehicul orbital proiectat cu o reutilizare parțială. Se poate transporta încarcaturi mari la orbite diferite. Fiecare Shuttle a fost proiectat pentru o viață de 100 de lansări sau 10 ani de viață.
În timpul Phase One Mir,a fost vizitat de Atlantis, de la Discovery și Endeavour. În special,Atlantis îndeplinit  șapte misiuni 1995-1997, în timp ce naveta Columbia nu a fost în măsură să facă operațiunile eficiente din cauza înclinației de 51.6 ° și stația spațială nu a fost echipat cu un sas extern, ceea ce este necesar pentru andocare la stație.

## Cronologie

### Start de un nou parteneriat (1994)
Phase One începe pe 03 februarie 1994 cu lansarea misiunii 18 naveta Discovery(STS-60). Misiunea de opt zile a fost prima ce  a găzduit un cosmonaut rus, Sergei Krikalev, la bordul navetei și a marcat începutul unei noi ere de cooperare între cele două națiuni, 25 de ani după începutul cucerirea spațiului. 
Al doilea zbor de forma Spacehab a marcat o sarcină utilă de 100 ° științifice pentru a zbura în spațiu. Sarcina principală a misiunii, a fost conceput pentru a studia noi tehnici pentru crearea de straturi semiconductoare de componente electronice avansate.
În timpul misiunii astronauți aflați la bordul Discovery au făcut mai multe experimente în modulul Spacehab pentru  conectarea celor 3 cosmonauți la bordul Mir, Valery Vladimirovich Poljakov, Viktor Mihailovici Afanas'ev  și Iuri Vladimirovici Usačëv.

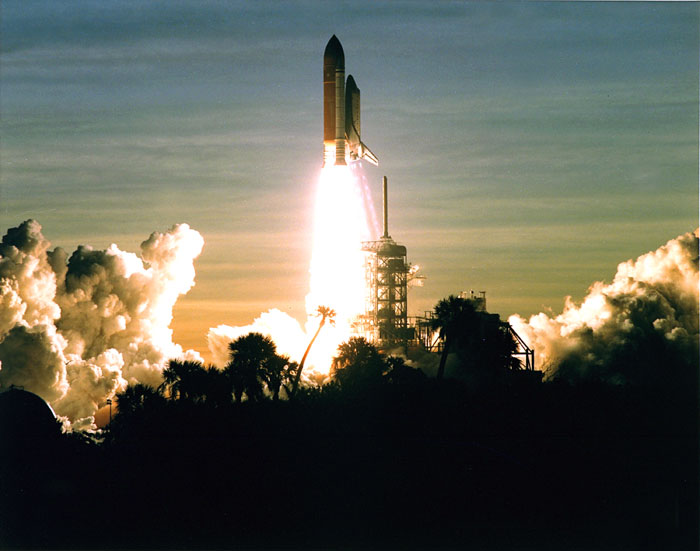
Lansare Discovery

### America ajunge peMir(1995)
1995 a început cu lansarea pe 03 februarie,  a misiuni STS-63,  al doilea zbor a programului Shuttle și primul zbor de către o femeie pilot, Eileen Collins. Zbor  a inclus, de asemenea, prima întâlnire a navetei spațiale cu Mir în timpul misiunii de opt zile, care a avut un  cosmonaut rus Vladimir Titov și restul echipajului de pe Discovery.
La câteva luni după zbor a fost lansat  Soyuz TM-21, în cazul în care primul astronaut american Norman Thagard au luat parte la expediție. Primul american în gară, alături de cosmonauți Vladimir Dezhurov și Strekalov Ghennadi. Expediția a durat 115 zile, timp în care a fost trimis la forma științifică( Spektr, care a servit ca un modul de laborator și de habitat pentru astronautii), printr-un Proton racheta și a fost andocat la Mir cu echipamente științifice din Statele Unite și alte țări. Echipajul sa întors pe Pământ la bordul lui Atlantis primul dintre Transfer și [STS [-71]] Mir.
Obiectivele principale ale [STS [-71]], lansată la 27 iunie au fost de a face rendez-vous și efectua prima andocare, prima navă spațială între cele două națiuni după Apollo test Program- Soyuz din 1975.
După andocare, postul a fost transferat la cei doi cosmonauți ruși Anatoly Yakovlevich Soloviov și Nikolai Mihailovici Budarin, precum și prestările de stație și experimente științifice ruso-americane la bordul unui modul Spacehab.
Ultimului zbor 1995, cu misiunea STS-74, a început pe 12 noiembrie cu lansarea lui Atlantis și trimis modulul de andocare rus la stația împreună cu o nouă pereche de panouri solare și upgrade-uri hardware. Modulul de andocare a fost proiectat pentru a oferi o diferență mai mare de Shuttle. În timpul zborului,  a luat parte pentru prima dată un astronaut canadian la bordul navetei spațiale (Chris Hadfield), au fost transferate la stația Atlantis aproape 1000 de litri de apă, și specimene științifice, inclusiv sânge , urina și saliva.

### Priroda, foc și coliziune (1996-1997)
În 1996, cu misiunea STS-76, lansată la 22 martie a fost trimis al doilea american  pe Mir, cu astronautul Shannon Lucid. Misiunea de andocare a servit pentru a transfera pe Lucid la gară și  a îmbunătăți experiența în misiunile de asamblare care au fost transportate la ISS.
Lucid a fost prima femeie american care a trăit pe stația spațială, stabilind un record de 188 zile (de asemenea, ca urmare a unei misiuni prelungite timp de șase săptămâni din cauza unor probleme cu Rocket Solid Boosters (Space Shuttle).
Șederea Lucidei pe stație s-a încheiat cu Atlantis zbor [STS [-79]] care a fost lansat pe 16 septembrie. Misiunea a fost prima care a transportat două module èSpacehab.
În a patra cuplare  a fost transferat, Ioan Blaha. În timpul petrecut la bordul Mir s-au efectuat două ieșiri în spațiu pentru a elimina conexiuni electrice de la un panou solar de 12 ani și reconectate la un panou solar nou care  a fost instalat recent. În total, Blaha a petrecut patru luni, pe postul de a efectua experimente biologice pe mecanica fluidelor înainte de a reveni pe Pământ la bordul Atlantis [STS [-81]] .
În timpul acestei expediții, Linenger a devenit primul american care a efectuat o ieșire în spațiu de la o stație spațială cu un costum de spațiu străin non-american. În fapt, a făcut primul test de suit Orlan-M, împreună cu cosmonautul sovietic Vasyl 'Vasyl'ovyč Cyblijev. 
În timpul șederii sale Linenger și tovarășii lui [èCyblijev]+ și Lazutkin avut de înfruntat numeroase probleme, inclusiv cel mai grav incendiu izbucnit pe un vehicul în orbită, cauzată de un dispozitiv de rezervă pentru generarea de oxigen.
Linenger a fost înlocuit de Michael Foale, livrat cu misiunea STS-84 , împreună cu Elena Vladimirovna Kondakova. Echipajul de pe Shuttle a mutat 249 articole, împreună cu probe de apă pentru teste, bunuri și hardware. În plus, datele au fost colectate de un senzor proiectat pentru viitorul european al rendez-vous  Vehicul de transport automat și ESA cu ISS
Expediția lui Foale a procedat în mod normal până la 25 iunie atunci când, în timpul celui de al doilea test manual de transfer s-a ciocnit cu modulul Spektr. Eforturile lor de a stabiliza presiunea aerului în ciuda depresurizari complete a modulului, care conținea diverse experimente a fost în zadar.
După dezastru, îngrijorați de siguranța echipajului, se gândesc să părăsească programul, dar NASA  au decis să continue programul. Următoarea misiune ar fi STS-86, cu un astronaut la bordul navei, David Wolf.
Misiunea STS-86 a fost a șaptea andocare pe Mir 1997. Titov și Parazynski au efectuat prima ieșire spațială mixtă ruso-americană fiind pentru prima dată când un cosmonaut rus a pus pe el un costum spațial american. Wolf  inițial trebuia să fie ultimul astronaut pe Mir dar a fost înlocuit de Wendy Lawrence. Acesta din urmă a fost declarată improprie pentru misiunea din cauza cerințelor cerute de  ruși după coliziune.
Ultimul an din One Phase a început cu zborul navetei Endeavour în misiunea STS-89. Misiunea a trimis cosmonautul Saližan Šakirovič Šaripov, care trebuia  să ia locul lui Wolf la sfârșitul șederii sale de 119 zile la bordul stației. 
Pe parcursul expeditiei, ultima a programului, Thomas a lucrat la peste 27  proiecte de cercetare științifică în domeniul științelor naturale, științelor sociale, microgravitatie, risc redus pentru ISS viitor. Șederea sa pe Mir este  considerată cea mai pașnică a tuturor  incluse în Phase One,a fost marcat prin trimiterea de scrisori pe săptămână (Letters From Outpost), și trecerea a două etape - 907 de zile consecutive pentru un astronaut american în spațiu și circa 1000 de zile de ședere americană.
Thomas s-au întors cu ultima misiune a programului, [STS [-91]], care a închis Phase One. Experimentele pe termen lung au fost transferate la americani și stocate în punte Shuttle și în modulul Spacehab. Porturile de andocare pentru eliberarea Shuttle a fost închisă la 09:07 EDT08 iunie și eliberarea efectivă a avut loc la ora 12:01 EDT+, operațiunile au fost finalizate în Faza Unu (Phase One)
Tehnicile de învățare și de dezvoltare a echipamentului în timpul programului va continua să sprijine dezvoltarea explorării spațiului cu începutul fazei 2 (Phase Two)pe 20 noiembrie 1998.În această zi a fost făcut lansarea Proton racheta, care a efectuat primul modul rus de stația spațială internațională numitZarjafuncțională Cargo Block. Acest modul oferă putere, capacitate de stocare, de propulsie și ghidare a ISS în timpul primei etape de asamblare și acționează ca un suport.
După distrugerea (intenționată) a navetei Mir pe 23 martie 2001, ISS a devenit stație spațială numai în orbită.

## Controversa

### Siguranța și randamentul științific
Programul a primit multe critici cu privire la siguranța  Mir, mai  ales după incendiul care a avut loc la bordul stației și după coliziune cu shuttle în 1997.
Focul, cauzat de defecțiuni  ale unui generator de oxigen, conform unor surse diverse a durat de la nouăzeci secunde la paisprezece minute, și a emanat mult fum toxic care a umplut stația. Din acest motiv, echipajul a trebuit să poarte măști de respirație, care dau naștere la îngrijorări, deoarece unele au fost rupte. preocupări suplimentare apar din faptul că extinctoarele atașate pe pereții nu au putut fi eliminate.
În plus, focul a avut loc în timpul schimbări a echipajului de la stația, astfel erau 6 și nu 3. Având în vedere că focul a blocat accesul la un serviciu de transfer de salvare în cazul în care ar fi fost necesare pentru evacuarea stației Mir doar jumătate din cei ar fi putut trece în condiții de siguranță. 
Sosirea Destinului de laborator Module în 2001 a marcat sfârșitul  fazei 2 (Phase Two) și Faza Trei prevede (dotarea) finală a ISS. Faza a treia (Phase Three) în prezent în curs de desfășurare.
Stația de completat va include cinci ateliere de lucru și va fi capabilă de a găzdui șase membri ai echipajului. Cu peste o mie de metri cubi de volum sub presiune și o masă de 400 de tone va fi mai mare, aproape dublu față de combinația Shuttle-Mir. Faza a doua și a treia sunt concepute pentru a continua cooperarea în domeniul cercetării spațiale și gravitație zero, în raport cu zboruri spațiale de lungă durată. Rezultatele acestui studiu va furniza informații importante pentru expediții pe Lună și Marte.

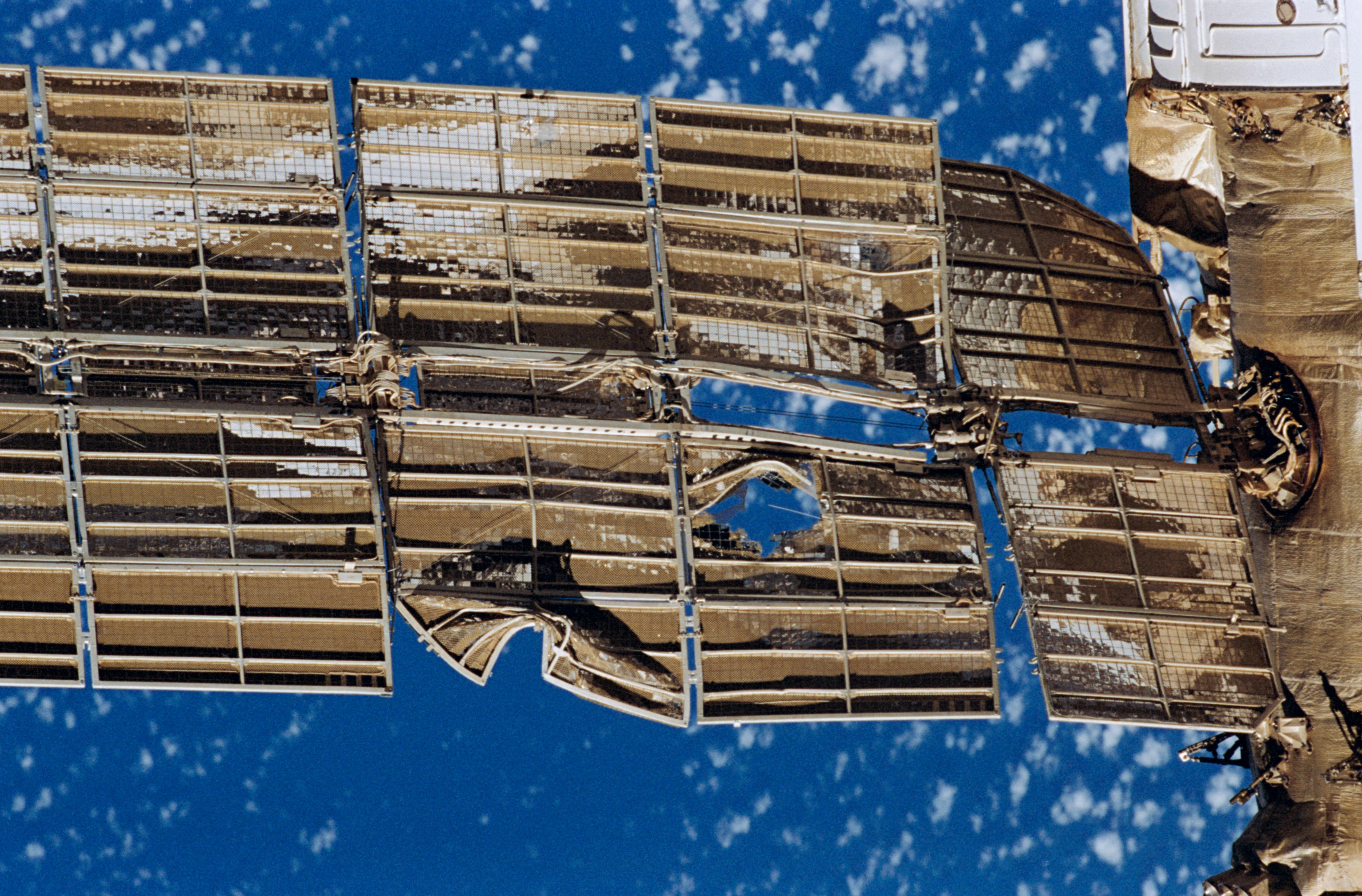
Daunele create de ciocnire

### Atitudine
Astronautii au fost interesați de atitudinile  NASA și a programului spațial rusesc. 
În plus, astronautul Jerry Linenger a simțit că, în următoarele două accidente din 1997, autoritățile ruse au încercat să acopere evenimentele pentru a le minimiza, temându-se că americanii s-au retras din programul de parteneriat. O consecință a acestui coverup a fost sub impresia că americanii nu au fost considerați ca parteneri la bordul stației, ci mai degrabă ca musafiri. 
Chiar si NASA în sine nu a fost lipsită de probleme pe durata  fazei întâi -la momente diferite de manageri de program și de personal s-au trezit cu resursele limitate.Discuțiile au fost ridicate de comportamentul de zbor echipajului Direcției Operații George Abbey, care a atribuit echipaje pentru  toate misiunile. El a fost disprețuit de mulți astronauti  de la NASA pentru metodele sale în selectarea echipajelor - mulți s-au aflat pe teren doar pentru a avea el pe cine supăra. Astronauții au avut impresia că acest lucru a fost împiedicat de multe elemente valabile de zbor în roluri pentru care au fost adecvate, și că acest program a avut consecințe.

### Finanțarea
Un alt domeniu de controverse semnificative asupra programului a fost situația financiară a programului spațial rusesc. Economia Rusiei a fost treptat în colaps, iar bugetul pentru explorarea spațiului a fost redus aproximativ 80%. Înainte și după Phase Oneo cantitate mare de finanțe a venit de la zborurile spațiale rusești ale astronauților  europeni și alte națiuni. De la începutul anului problemei Phase One s-a înrăutățit până la punctul unde au fost prelungite în mod constant misiuni pentru a salva astronauții de  navetă.
Criticii susțin că NASA are contract cu Rusia, pentru 325 milioane de dolari a fost singura resursă care a permis supraviețuirea a programului spațial rusesc. Chiar astronauți care sa pregătit la Star City avut această impresie. Problemele ieșit la lumină atunci când a fost descoperit de către ABC că aceasta a fost o posibilitate de deturnare de finanțe american din partea autorităților ruse de a construi un număr de case pentru cosmonauți Moscova ). 

## Date tehnice
- Numărul de dispozitive de blocare: 6
- Greutate modulul de bază: 20 t
- Greutatea totala:> 135 t (inclusiv diferite forme atașate)
- Lungimea formei de bază: 13 m
- Diametrul modulului de bază: 4.15 m
- Lungimea totală: până la 33 m (în funcție de stadiul de extindere)
- Anvergura: 31 m
- înălțimea de zbor : aprox. 400 km

## Module utilizate
| Modul          | Data de lansare    | Vehicol de lansare              | Data de agățare    | Masa      | Soyuz | Funcție                                                                                               | Văzută singură | Configurație cu Mir | Foto |
| -------------- | ------------------ | ------------------------------- | ------------------ | --------- | ----- | --- | -------------- | ------------------- | ---- |
| Modul Bază     | 19 februarie, 1986 | Proton 8K82K                    | N/A                | 20.100 kg | N/A   | Spațiul principal al navei,inima din interiorul complexelor la care se agățau celelalte module        |                |                     |      |
| Kvant-1        | 31 martie, 1987    | Proton 8K82K                    | 9 aprilie, 1987    | 10.000 kg | TM-2  | Observație Astronomică și experimente în domeniul științei materialelor.                              |                |                     |      |
| Kvant-2        | 26 noiembrie, 1989 | Proton 8K82K                    | 6 decembrie, 1989  | 19.640 kg | TM-8  | Noi și mai sofisticate suporturi de susținere a vieții, experimente științifice suplimentare, un sas. |                |                     |      |
| Kristall       | 31 mai, 1990       | Proton 8K82K                    | 10 iunie, 1990     | 19.640 kg | TM-9  | Experimente pe materiale, laboratoare de Geofizică și Astrofizică.                                    |                |                     |      |
| Spektr         | 20 mai, 1995       | Proton 8K82K                    | 1 iunie, 1995      | 19.640 kg | TM-21 | Zona pentru experimentele din cadrul programului Shuttle-Mir.                                         |                |                     |      |
| Docking Module | 12 noiembrie, 1995 | Space Shuttle Atlantis (STS-74) | 15 noiembrie, 1995 | 6.134 kg  | TM-22 | Folosirea agățători pentru andocare cu clasa de nave americane .                                      |                | Space Shuttle       |      |
| Priroda        | 23 aprilie, 1996   | Proton 8K82K                    | 26 aprilie, 1996   | 19.000 kg | TM-23 | Experimente pe Pământ                                                                                 |                |                     |      |